# Rifugio Pastore
Das Rifugio Pastore, vollständiger Name Rifugio Francesco Pastore, (deutsch Pastore-Hütte) ist eine Schutzhütte des Club Alpino Italiano in den Walliser Alpen.

## Lage
Die Hütte liegt im Naturpark Alta Valsesia auf der Alpe Pile auf 1575 m s.l.m. im Monte-Rosa-Massiv.

## Geschichte
1971 wurde mit den Planungen begonnen, und der Neubau konnte am 1. Juli 1973 dank großzügiger Spenden eingeweiht werden. Die Hütte wurde nach Francesco Pastore, dem Bruder des damaligen Sektionspräsidenten Gianni Pastore, benannt, welcher an einem Verkehrsunfall verstarb.
Heute besteht das Rifugio aus 4 kleinen Hütten die hauptsächlich aus Lärchenholz und Valsesia-Steinen gebaut sind. Eine Besonderheit des Rifugio ist ein ausgewiesener Bereich für Camping.

## Zustieg
Vom Weiler Wold ist die Hütte in 45 Minuten erreichbar.

## Übergänge zu Nachbarhütten
- Rifugio Barba Ferrero (CAI)
- Rifugio Crespi Calderini (CAI)

## Karten
- Schweizer Landeskarte Blatt 294 Gressoney (1:50.000)[3]

- Istituto Geografico Centrale s.r.l. Blatt 109 Monte Rosa, Alagna Valsesia, Macugnaga, Gressoney (1:25.000)[4]
- Istituto Geografico Centrale s.r.l. Blatt 5 Cervino-Matterhorn und Monte Rosa (1:50.000)[5]
- Istituto Geografico Centrale s.r.l. Blatt 10 Monte Rosa, Alagna und Macugnaga (1:50.000)[6]